# Jurij Dudynski
Jurij Kostiantynowycz Dudynski, ukr. Юрiй Костянтинович Дудинський, ros. Юрий Константинович Дудинский, Jurij Konstantinowicz Dudinski (ur. 27 marca 1951 w Stalino) – ukraiński piłkarz grający na pozycji prawego pomocnika, a wcześniej napastnika, trener piłkarski.

## Kariera piłkarska

### Kariera klubowa
Wychowanek Szkoły Piłkarskiej Szachtara Donieck, w którym rozpoczął karierę piłkarską. W 1970 debiutował w podstawowym składzie Szachtara. W Wyższej Lidze ZSRR rozegrał 173 spotkań, strzelił 10 goli. Po 10 sezonach w klubie zakończył karierę piłkarską.

### Kariera reprezentacyjna
W latach 1968–1969 rozegrał 5 meczów w juniorskiej reprezentacji ZSRR oraz w 1971 roku 1 mecz w młodzieżowej reprezentacji.

## Kariera trenerska
Po zakończeniu kariery piłkarskiej najpierw pracował w Miejskim Oddziale Związku Piłki Nożnej w Doniecku. W 1998 organizował własną Szkółkę Piłkarską Jurija Dudynskiego. 5 maja 2004 objął stanowisko SDJuSZF Szachtar Donieck

## Sukcesy i odznaczenia

### Sukcesy klubowe
- wicemistrz ZSRR: 1975, 1979
- brązowy medalista Mistrzostw ZSRR: 1978
- finalista Pucharu ZSRR: 1978

### Sukcesy reprezentacyjne
- brązowy medalista Mistrzostw Europy U-18: 1969

### Odznaczenia
- tytuł Mistrza Sportu ZSRR: 1974